# Martin Verschoor
Martin Verschoor (5 augustus 1982) is een Nederlandse presentator en hoofdredacteur van gamesblad en -website Power Unlimited. Hij werd bekend als presentator van het gameprogramma Gamekings.

## Loopbaan
Verschoor werkte van 2005 tot 2013 aan het gameprogramma Gamekings voor MTV Nederland. Hij was zowel op tv als op de website jarenlang te zien als presentator. Achter de schermen werkte hij sinds 2011 als contentmanager. 
In 2014 ging hij aan de slag als hoofdredacteur van gamewebsite insidegamer.nl. In 2017 werd hij hoofdredacteur van Power Unlimited.

## Podcast en Tiktok
Verschoor is ook mede-presentator van de PowerPraat, een wekelijkse podcast over videogames van Power Unlimited.
Ook beheert hij het Tiktok-kanaal van Power Unlimited. Power Unlimited is met bijna 600.000 volgers het grootste Nederlandse game-kanaal op Tiktok.